# Franco Fraticelli
Franco Fraticelli (Roma, 30 agosto 1928 – Roma, 25 aprile 2012) è stato un montatore italiano.

## Biografia
Nipote del montatore Mario Bonotti, è stato uno dei principali promotori dell'attuale Associazione Montaggio Cinematografico e Televisivo  (A.M.C.) nata in Italia all'inizio degli anni settanta.
Ha montato oltre 150 film.
Ha avuto una stretta collaborazione anche con Lina Wertmüller, a cominciare da Rita la zanzara (1966). In particolare ha montato anche Pasqualino Settebellezze (1975), film che ebbe 4 candidature all'Oscar del 1977. L'ultimo film con la Wertmüller è stato Scherzo del destino in agguato dietro l'angolo come un brigante da strada (1983).
In seguito alla naturale transizione al montaggio in digitale, si rifiutò per molti anni di abbandonare il montaggio in pellicola. Il film Trauma (1993) è il primo che Dario Argento realizza senza Fraticelli, ed è infatti montato da Bennet Goldberg e dallo stesso Argento con il sistema EditDroid della Lucasfilm su laserdisc. Solamente negli anni 2000 si fece convincere ad utilizzare il sistema Avid.
È morto a Roma il 26 aprile 2012.

## La collaborazione con Dario Argento
Fraticelli è stato il montatore di fiducia di Dario Argento a partire da L'uccello dalle piume di cristallo (1969) fino ad Opera (1987). Successivamente Argento ha ritenuto di aver bisogno dell'apporto di persone nuove. Tuttavia Fraticelli continuerà a lavorare indirettamente con Argento ai film da lui scritti e prodotti La chiesa (1989) e La setta (1991). Nell'arco dei 18 anni di collaborazione, Fraticelli non ha montato 4 mosche di velluto grigio (1971), questo perché vi fu un acceso litigio tra i due dopo che Argento visionò un premontaggio parziale del film. Il regista ritenne il lavoro fatto da Fraticelli "inguardabile" (mentre Fraticelli riteneva il girato di Argento poco coerente). La discussione culminò con il montatore romano che smontò il film dalla moviola e se ne andò. Il rapporto tra i due venne a ripristinarsi nel 1973, anno in cui lavorarono insieme su Le cinque giornate.
Il dibattito critico ha evidenziato come l'apporto di Fraticelli ai film di Dario Argento (specialmente nelle scene di suspense) sia stato fondamentale per il loro successo in Italia e all'estero, mentre quando la collaborazione si è sciolta i film di Argento hanno goduto sempre di minor popolarità.

## Filmografia parziale
- Guardie e ladri, regia di Mario Monicelli e Steno (1951)
- Noi due soli, regia di Marcello Marchesi, Vittorio Metz e Marino Girolami (1952)
- La valigia dei sogni, regia di Luigi Comencini (1953)
- Musoduro, regia di Giuseppe Bennati (1953)
- Ore 10: lezione di canto, regia di Marino Girolami (1955)
- Cantando sotto le stelle, regia di Marino Girolami (1956)
- Sette canzoni per sette sorelle, regia di Marino Girolami (1956)
- L'eretico (El hereje), regia di Francisco de Borja Moro (1958)
- Sorrisi e canzoni, regia di Luigi Capuano (1958)
- Il romanzo di un giovane povero, regia di Marino Girolami (1958)
- Capitan Fuoco, regia di Carlo Campogalliani (1958)
- Il terrore dei barbari, regia di Carlo Campogalliani (1959)
- Il mio amico Jekyll, regia di Marino Girolami (1960)
- Un canto nel deserto, regia di Marino Girolami (1960)
- David e Golia, regia di Ferdinando Baldi e Richard Pottier (1960)
- Le sette sfide, regia di Primo Zeglio (1961)
- Il gigante di Metropolis, regia di Umberto Scarpelli (1961)
- La guerra segreta (The Dirty Game), regia di Christian-Jaque, Werner Klingler, Carlo Lizzani e Terence Young (1965)
- All'ombra di una colt, regia di Giovanni Grimaldi (1965)
- Io la conoscevo bene, regia di Antonio Pietrangeli (1965)
- Dio, come ti amo!, regia di Miguel Iglesias (1966)
- Operazione San Gennaro, regia di Dino Risi (1966)
- Omicidio per appuntamento, regia di Mino Guerrini (1967)
- John il bastardo, regia di Armando Crispino (1967)
- Il prezzo del potere, regia di Tonino Valerii (1969)
- L'uccello dalle piume di cristallo, regia di Dario Argento (1970)
- Il gatto a nove code, regia di Dario Argento (1971)
- Mio caro assassino, regia di Tonino Valerii (1972)
- Torino nera, regia di Carlo Lizzani (1972)
- Contratto carnale,  regia di Giorgio Bontempi (1973)
- Società a responsabilità molto limitata, regia di Paolo Bianchini (1973)
- Amore libero - Free Love, regia di Pier Ludovico Pavoni (1974)
- Gente di rispetto, regia di Luigi Zampa (1975)
- Profondo rosso, regia di Dario Argento (1975)
- Antonio e Placido - Attenti ragazzi... chi rompe paga, regia di Giorgio Ferroni (1975)
- Perché si uccidono (La merde), regia di Mauro Macario (1975)
- L'Agnese va a morire, regia di Giuliano Montaldo (1976)
- Quelle strane occasioni, episodio Italian Superman, regia di Nanni Loy (1976)
- Suspiria, regia di Dario Argento (1977)
- Inferno, regia di Dario Argento (1980)
- Comin' at Ya!, regia di Ferdinando Baldi (1981)
- Tenebre, regia di Dario Argento (1982)
- Phenomena, regia di Dario Argento (1985)
- Opera, regia di Dario Argento (1987)
- La chiesa, regia di Michele Soavi (1989)
- La setta, regia di Michele Soavi (1991)
- Dellamorte Dellamore, regia di Michele Soavi (1994)

## Premi e riconoscimenti
- Ciak d'oro
  - 1991 - Migliore montaggio per Ragazzi fuori[7]